# Newton-le-Willows
Newton-le-Willows es una localidad situada en el condado de Merseyside, en Inglaterra (Reino Unido), con una población estimada a mediados de 2016 de 23 591 habitantes.
Se encuentra ubicada en el centro de la región Noroeste de Inglaterra, cerca de la desembocadura del río Mersey, de la costa del mar de Irlanda y de la ciudad de Liverpool —la capital del condado—.
Es la ciudad natal del cantante inglés  Rick Astley